# 世田谷区立上祖師谷中学校
世田谷区立上祖師谷中学校（せたがやくりつかみそしがやちゅうがっこう）は、東京都世田谷区上祖師谷にある公立中学校。
1977年4月に開校した。

## 通学区域
世田谷区上祖師谷、南烏山、北烏山、成城の一部、給田の全域が校区。
世田谷区立烏山小学校、世田谷区立給田小学校、世田谷区立千歳小学校の児童が進学する。烏山小学校は全域、給田小学校と千歳小学校は一部が通学区域である。

## アクセス
- 京王電鉄京王線仙川駅から徒歩15分
- 京王電鉄京王線千歳烏山駅から徒歩20分
- 小田急バス若葉町バス停